# Fontguenand
Fontguenand ist eine Gemeinde mit 252 Einwohnern (Stand: 1. Januar 2022) im französischen Département Indre in der Region Centre-Val de Loire. Sie gehört zum Kanton Valençay im Arrondissement Châteauroux. Die Einwohner werden Fontguenandais genannt.

## Geographie
Die Gemeinde Fontguenand liegt etwa 53 Kilometer nordnordwestlich von Châteauroux.
Sie grenzt im Norden und Nordwesten an Meusnes, im Norden und Nordosten an La Vernelle, im Osten an Val-Fouzon, im Süden an Valençay, im Westen und Südwesten an Villentrois sowie im Westen und Nordwesten an Lye.

## Bevölkerungsentwicklung
| Jahr                       | 1962 | 1968 | 1975 | 1982 | 1990 | 1999 | 2006 | 2017 |
| -------------------------- | ---- | ---- | ---- | ---- | ---- | ---- | ---- | ---- |
| Einwohner                  | 293  | 284  | 252  | 240  | 223  | 230  | 240  | 238  |
| Quellen: Cassini und INSEE |      |      |      |      |      |      |      |      |

## Sehenswürdigkeiten
- Kirche Notre-Dame
- Turm von La Drévaudière aus dem 14. Jahrhundert